# Guan Tianpei
Guan Tianpei (en chino tradicional, 關天培; en chino simplificado, 关天培; Wade-Giles, Kuan1 T'ien1-p'ei2; 1781 – 26 de febrero de 1841) fue un almirante chino de la dinastía Qing que sirvió en la primera guerra del Opio. Su título en chino era "Comandante en Jefe de las Fuerzas Navales". En 1838, estableció relaciones corteses con el contraalmirante británico Frederick Maitland. Guan estuvo a cargo de la defensa del estuario del río de las Perlas durante la primera guerra del Opio. Dirigió las tropas chinas en la primera batalla de Chuenpi (1839), la segunda batalla de Chuenpi (1841) y en la batalla de Humen (1841), en la que falleció. El relato británico describió su muerte en los fuertes del Bogue el 26 de febrero de 1841 de la siguiente manera:

Entre estos [oficiales chinos], el más distinguido y lamentado fue el desventurado almirante Kwan, cuya muerte despertó mucha simpatía en toda la tropa; cayó por una herida de bayoneta en el pecho, cuando se enfrentaba contra su enemigo en la puerta de Anunghoy, entregando voluntariamente su valiente espíritu a la muerte de un soldado, cuando su vida sólo podía ser preservada con la certeza de la degradación. En conjunto, era un buen ejemplo de soldado valiente, que no estaba dispuesto a ceder cuando se le llamaba a rendirse porque ceder implicaría traición.

Al día siguiente, su cuerpo fue reclamado por su familia, y un saludo varias salvas de cañones fue disparado desde HMS Blenheim en su honor. 

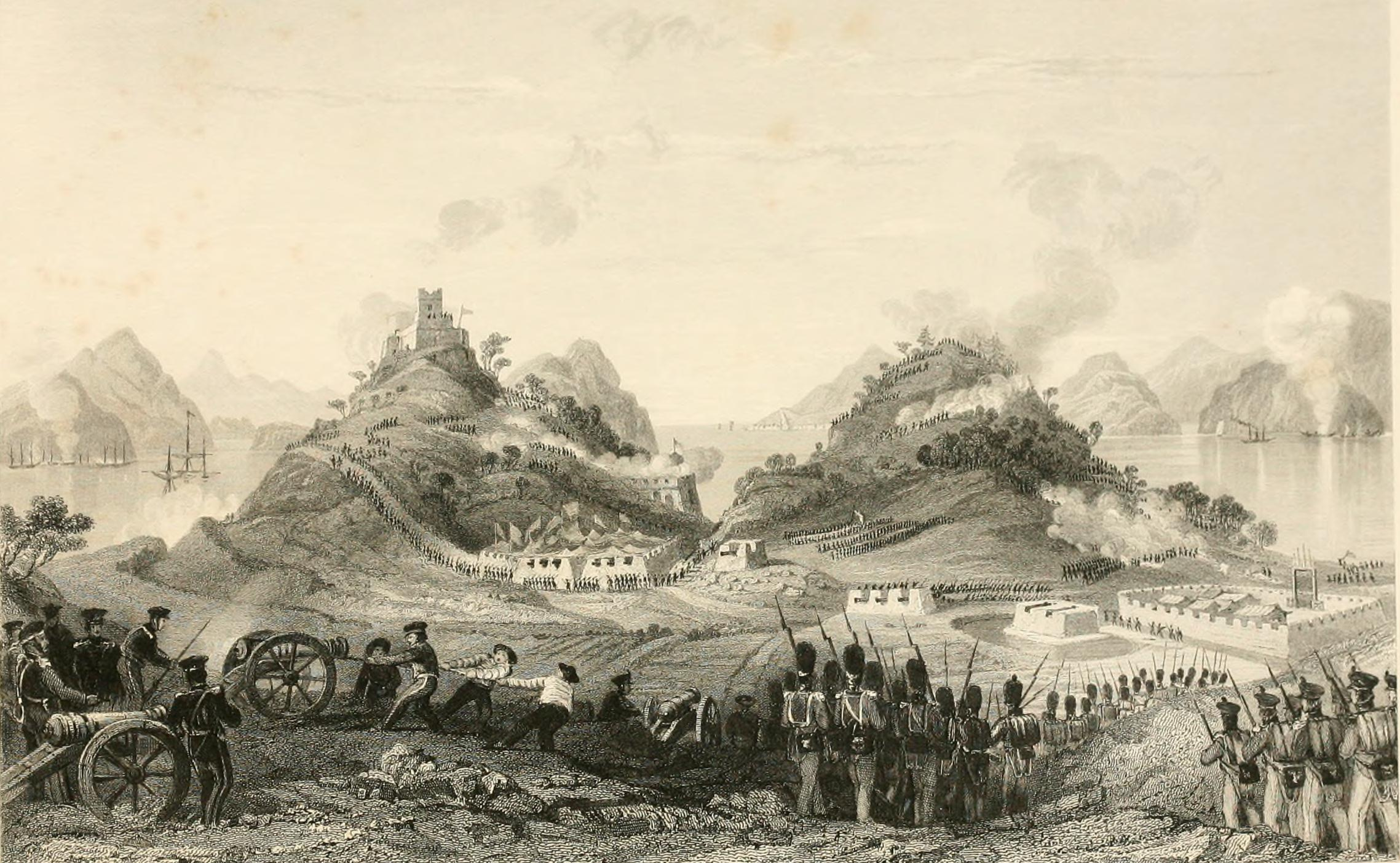
Batalla de Chuenpi

## Primeros años
Guan Tianpei nació en 1781 en el condado de Shanyang (ahora condado de Huai'an) en Jiangsu. Su nombre de cortesía era Zhongyin (en chino, 仲因). En el octavo año del reinado del Emperador Jiaqing (1803), pasó el examen imperial para el servicio militar, y sirvió sucesivamente como Bazong (en chino, 把 总), Qianzong (en chino, 千 总), Shoubei (en chino, 守备), Youji (en chino, 游击), Canjiang (en chino, 参 将) y vice-general (en chino, 参 将), según el sistema de gradación militar durante la dinastía Qing. En el sexto año del reinado del Emperador Daoguang (1826), fue nombrado vice-general de campo en Taihu, en la provincia de Jiangsu. En 1827, Guan fue nombrado comandante del ejército en Susong, en Jiangnan. En el decimotercer año del emperador Daoguang (1833), Guan ascendió a comandante militar del área de Jiangnan.

## Movimiento contra el opio
En 1834, Guan fue nombrado almirante de la marina de la provincia de Cantón. Cuando llegó a Cantón, se encargó de fortalecer la defensa costera, comenzando la reconstrucción y el guarnecimiento de varias fortificaciones situadas en la desembocadura del río de las Perlas. En 1839, Lin Zexu fue nombrado al comisario imperial con el mandato especial de erradicar el tráfico del opio en Cantón. Cuando Lin Zexu llegó a Cantón, Guan apoyó sus radicales medidas contra el opio, que incluían la confiscación y destrucción de todo el opio en manos de los narcotraficantes británicos. Guan puso los recursos de la marina china al servicio de Liin Zexu, y movilizó a sus tropas y barcos para coordinar con Lin la prohibición del tráfico de opio. Las tropas de Guan capturaron alrededor de 20.000 cofres de opio de los comerciantes británicos..

## Primera guerra del Opio
Ante las protestas de los narcotraficantes británicos, en 1839 el Reino Unido declaró la guerra a China, y envió una expedición naval contra ella. Poco después de llegar al estuario de Cantón en el verano de 1839, los buques de guerra británicos atacaron a la marina de Qing en la proximidad de Chuenpi, una isla del estuario del río de las Perlas cercana a la ciudad de Cantón. Guan Tianpei comandó su armada e hizo todo lo que pudo para defender las posiciones militares chinas frente a los muy superiores buques de guerra británicos. Gracias a la defensa organizada por Guan, los buques de guerra británicos fueron rechazados y hubieron de retirarse a alta mar, lo que en se momento salvaguardó la ciudad de Cantón de una invasión británica. No obstante, la escalada del conflicto llevó al emperador Daoguang a destituir a Lin Zexu en 1840. Lin Zexu fue remplazado por Qishan, quien en un intento de acercarmiento con los británicos y de concluir el conflicto, dio órdenes de reducir las defensas costeras de Guan Tianpei, disminuyendo el número de tropas y barcos que defendían Cantón. Guan Tianpei ignoró cuanto pudo las órdenes de Qishan, y mantuvo a sus tropas preparadas para enfrentarse a las fuerzas británicas.
El acceso marítimo a la ciudad de Cantón estaba defendido por ocho fortificaciones situadas a ambos lados del delta del río de las Perlas, en un estrecho conocido como el Humen, la Bocca Tigris o el Bogue. Estos fuertes, conocidos como Shakok (Shajiao), Taikok (Dajiao), Wangtung (Hengdang), Yung-an (Yong'an), Kung-ku (Gonggu), Chen-yuan (Zhenyuan), Ching-yuan (Jingyuan) y Wei-yuan, controlaban con el apoyo de juncos y otros barcos ligeros el acceso a los canales navegables del estuario, y pese a los esfuerzos de Guan Tianpei se encontraban mal defendidos y en inferioridad técnica clara frente a los británicos: sus cañones no tenían el alcance de los de los buques de la escuadra británica, de tecnología bélica muy superior a la china.
En enero de 1841, las fuerzas británicas capturaron los fuertes de Shakok (沙角) y Taikok (大角 炮台), las fortificaciones exteriores. Esto fue un duro golpe estratégico, pues exponía las maltrechas fortificaciones chinas de Weiyuan al embate de los británicos. Reconociendo lo desesperado de su situación, Guan Tianpei eenvió a Qishan una petición formal para que reforzara los fuertes del Bogue, pero Qishan, temeroso de quedarse sin tropas en la ciudad de Cantón, no envió ningún refuerzo para apoyar a Guan. Guan usó su propio dinero para pagar las raciones del ejército, y animó a su soldado a luchar contra las fuerzas británicas.
El 26 de febrero, las fuerzas británicas atacaron masivamente los fuertes del Bogue, y Guan estuvo a cargo de su defensa. Las fortalezas fueron capturadas una tras otra. Guan Tianpei se encontraba a cargo de la defensa del fuerte de Wei-Yuan, y ante el desembarco de la infantería de marina británica decidió prestar batalla al frente de unos 400 soldados. Un soldado británico, reconociendo al almirante, le pidió que se retirara, pero Guan se negó y siguió luchando. Guan le dio su sello de almirante a un soldado, y le pidió que se lo devolviera al emperador. En la contienda, un proyectil alcanzó a Guan, que falleció junto con los 400 soldados.